# Umberto Tombari
Umberto Tombari (Massa Marittima, 26 agosto 1900 – Grosseto, 12 gennaio 1984) è stato un ingegnere italiano.

## Biografia
Nato a Massa Marittima il 26 agosto 1900, si laureò in ingegneria civile all'Università di Pisa nel 1924 e, dopo due anni di praticantato a Firenze, si trasferì a Grosseto nel 1927, dove aprì uno studio da libero professionista. In quegli stessi anni assunse l'incarico di dirigente lavori delle opere del Consorzio Maremma e fu per molti anni presidente dell'ordine degli ingegneri per la Provincia di Grosseto. Nella città toscana progettò e realizzò numerosi edifici contribuendo significativamente allo sviluppo urbano della città tra gli anni venti e gli anni sessanta del XX secolo. Tombari è infatti considerato, insieme a Lorenzo Porciatti ed Ernesto Ganelli, come una delle figure chiave per lo sviluppo edilizio della Grosseto moderna nella prima metà del XX secolo.
La sua prima opera fu il ponte sul fiume Albegna, nel comune di Orbetello, ma ben presto si distinse con la progettazione dei villini della borghesia grossetana, per conto della Cooperativa edilizia locale, nel nascente sobborgo di Porta Nuova (1929-1933). Allo stesso modo, ad Umberto Tombari è da ascriversi il primo sviluppo urbano della frazione balneare di Marina di Grosseto, l'allora San Rocco, che proprio in quegli anni stava prendendo forma grazie alla progettazione di precise direttrici su cui si affacciavano villini e palazzine: suoi sono i progetti dello stabilimento La Rotonda (1933), della colonia marina Ivo Saletti (1938) e di numerose ville, andate in buona parte perdute. La progettazione di villini e palazzine nel quartiere di Porta Nuova e a Marina di Grosseto continuerà per tutti gli anni trenta, e si assiste ad un cambiamento nello stile dell'ingegnere: se in un primo momento aveva utilizzato un linguaggio eclettico, con frequenti richiami neoclassici, andrà sempre più ad orientarsi verso un linguaggio modernista, con elementi liberty di passo con la tradizione. Successivamente, dedicandosi alla progettazione di palazzi pubblici, preferirà adottare uno stile più spoglio, con maggiore aderenza agli stilemi del razionalismo. Tra le opere di maggior rilievo di questo periodo, sono da segnalare sicuramente il palazzo della Regia scuola tecnica industriale (1936-1940) di piazza De Maria, la sede del Consorzio agrario provinciale (1938-1940) di via Roma e il primo progetto per la realizzazione dello Stadio Olimpico di Grosseto (1938), i cui lavori si interruppero nel 1939 e furono poi ripresi nel 1948 sotto la direzione dello stesso Tombari, ma con differente progetto. Tra le varie opere minori si segnalano le case popolari di Batignano, Istia d'Ombrone e Montepescali, oltre che scuole e ambulatori nel comune di Cinigiano.
Nel dopoguerra, Tombari ricoprì ancora l'incarico di presidente dell'ordine degli ingegneri grossetani e progettò alcuni edifici per enti come la Società Elettrica Maremmana e l'Istituto nazionale per l'assicurazione contro le malattie (1947-1950). Tra il 1957 e il 1960 collabora al progetto e dirige i lavori per la costruzione del villaggio svedese di Riva del Sole, nel comune di Castiglione della Pescaia, mentre nel 1959 inizia a lavorare a uno dei suoi progetti più significativi: l'ospedale Misericordia di Grosseto, disegnato a quattro mani con l'architetto Mario Luzzetti.
Umberto Tombari si spense a Grosseto il 12 gennaio 1984.

## Opere (parziale)

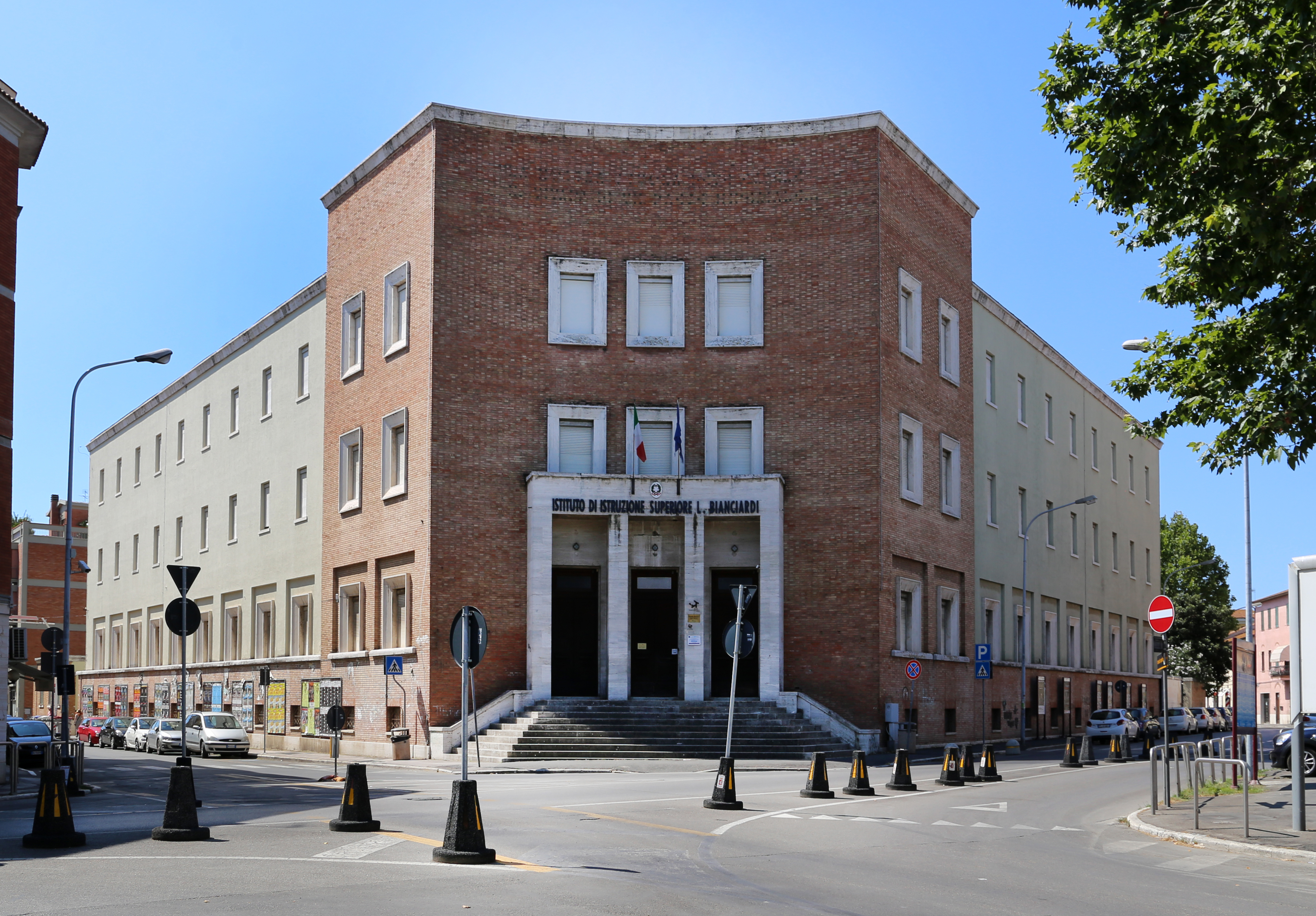
Il palazzo dell'ex scuola tecnica industriale

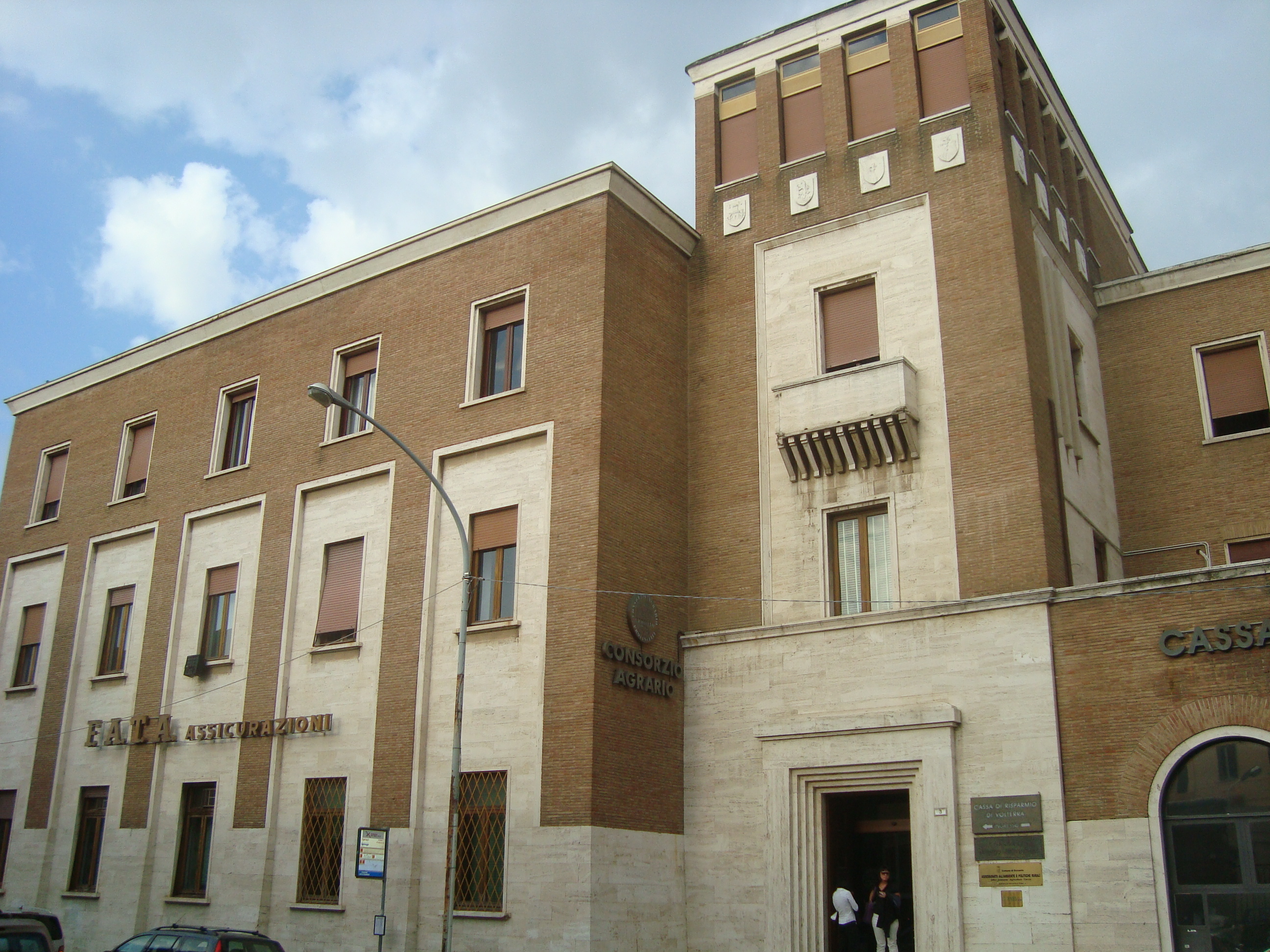
Il palazzo del Consorzio agrario provinciale

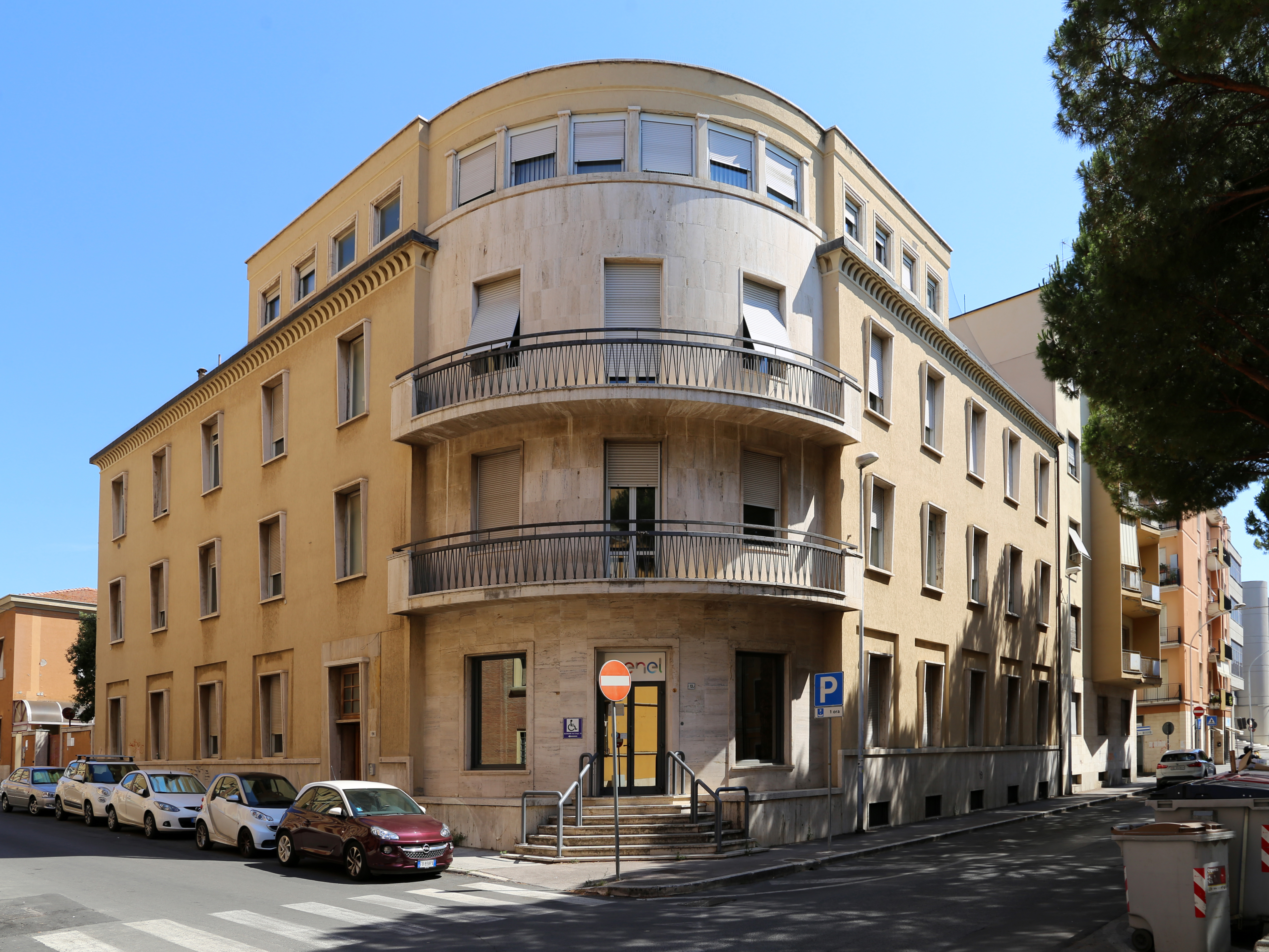
Il palazzo ENEL, già sede della Società Elettrica Maremmana (SEM)

- Ponte sul fiume Albegna (1927-1928)
- Villini della Cooperativa Edilizia Grossetana (1929-1933) a Grosseto[6][7]
  - Villino Pellizzari di via Tolmino, 9[6]
  - Villino Largiadeer di via Tolmino, 10[6]
  - Villino Ganelli di via Tolmino, 4[6][7]
  - Villino Catalani di via Trento, 49[6][7]
  - Villino Luzzetti di via Trento, 51[6][7]
  - Villino De Leone di piazza Dalmazia, 1[6][7]
  - Villino Bonaccorsi di piazza Dalmazia, 4[6][7]
  - Villino Tombari di via Buozzi, 36[6][7]
  - Villino Menci di via Buozzi, 32[6][7]
  - Villino Borsi di via Buozzi, 26[6]
- Stabilimento La Rotonda (1933) a Marina di Grosseto[2]
- Palazzine della Cooperativa Costruzioni Case Economiche (1933-1936) a Grosseto[15]
  - Palazzina Bertucci (1933-1934) di via Damiano Chiesa, 56-58[15]
  - Palazzina Rossi (1934-1935) di via Bonghi, 32[15]
  - Palazzina Chelli (1934-1935) di via Lanza, 24[15]
  - Palazzina Matassi (1935-1936) di viale Matteotti, 38[15]
- Palazzine gemelle di via Trento (1934) a Grosseto[16]
- Villino Adriani di via Gramsci (1934-1935) a Grosseto[15]
- Villino Mencacci di via Trento (1935) a Grosseto[16]
- Villino Nieri di via Guerrazzi (1935) a Grosseto[15]
- Palazzina Torriti di via Damiano Chiesa (1935) a Grosseto[15]
- Villino Chigiotti di via Damiano Chiesa a Grosseto[16]
- Albergo Diurno (1936-1937, 1947) a Grosseto[2][17]
- Palazzo della Regia scuola tecnica industriale (1936-1940) a Grosseto[9]
- Colonia marina Ivo Saletti (1938) a Marina di Grosseto[2]
- Stadio Olimpico Comunale (1938) a Grosseto[11]
- Albergo San Lorenzo (1938-1939) a Grosseto[16]
- Palazzo del Consorzio agrario provinciale (1938-1940) a Grosseto[10]
- Lottizzazione Fabbri (1939-1940) a Grosseto[2][16]
- Palazzo SEM, oggi ENEL (1947-1950) a Grosseto[18][19]
- Palazzo INAM, oggi ASL (1947-1950) a Grosseto[20][21]
- Condominio in viale Matteotti 50 (1951) a Grosseto[22]
- Villaggio Riva del Sole, direzione lavori (1957-1960) a Riva del Sole, Castiglione della Pescaia[12][23]
- Ospedale della Misericordia (1959-1974) a Grosseto[13][14]
- Sede della Banca d'Italia, direzione lavori (1977) a Grosseto[24]